# おもいッきりDON!
『おもいッきりDON!』（おもいッきりドン!）は、2009年（平成21年）3月30日から2010年（平成22年）3月26日まで日本テレビ系列で平日に生放送された情報・バラエティ番組である。ハイビジョン制作。

## 概要
『午後は○○おもいッきりテレビ』、『おもいッきりイイ!!テレビ』から続く、おもいッきりシリーズブランドの第3弾である。
2009年3月27日まで放送された『ラジかるッ』と『おもいッきりイイ!!テレビ』が前身番組となっており、内容、出演者、スタジオ、スタッフなど両番組から継承されているものが多い。中山秀征は『ラジかるッ』から引き続いての起用となった。『ラジかるッ』は9:55開始だったが、本番組の開始時間は10:25に繰り下げられた。
10:25 - 11:25、（JST、第1部）と11:55 - 13:55（第2部）の2部構成で、第1部と第2部の中断番組として『ご存じですか』（木曜日・金曜日のみ：全国ネット）と『NNNストレイトニュース』（日テレNEWS24制作）、『キユーピー3分クッキング』（日本テレビ版）がそれぞれ放送されていた。

### 2009年度上半期
日本テレビの公式サイトやEPGでは『おもいッきりDON! 1025（第1部）』『おまけのDON!（第1部の延長）』『おもいッきりDON! 1155（第2部）』とした。
第1部『1025』はゼロスタジオ、第2部『1155』はテレビバ、一部コーナーではマイスタジオと、共にオープンスタジオから放送されていた。『おもいッきりテレビ』、『おもいッきりイイ!!テレビ』時代のようにスタジオに観客を入れてはいないが、スタジオ外から見学することは可能であった。テレビバでの放送中に出演者の背後にガラス越しに映る一般人が増えたためか、2009年6月末頃からはガラスにスモークを貼るなどして対応していた。放送中は一般人が立ち止まっての番組観覧を抑制するため警備員を配置して対応していた。
第1部・第2部共に総合演出は『ラジかるッ』を担当してきた尼崎昇。BGMと字幕やグラフィックのデザイン、時刻や占いを常時表示するなどは『ラジかるッ』を引き継いでいる。
『1025』では『ラジかるッ』をほぼそのまま引き継いだ構成。『1155』は『おもいッきりテレビ』以来続く12時台の特集（『イイ!!テレビ』時代の「エ〜!!本当ですか、先生」）と「今日は何の日」などのコーナーは踏襲してアレンジを加えた。ニュースコーナーも継続。『ラジかるッ』の中継や「特だねワイド」も放送。ほぼ全てのコーナーのタイトルに「DON」が入っていた。

### 2009年度下半期
フジテレビやテレビ朝日など、他局と激しく争う激戦区の昼間帯の番組であることから、他局との内容差別化を図るべく、2009年10月5日から第1部はバラエティ性を、第2部は情報性をより強めるためにそれぞれの演出・企画・コーナーがリニューアルされた。
第1部は『おもいッきりDON!第1部 おもいッきりPON!』、第2部が『おもいッきりDON!』と番組名が分かれた ことに伴い、出演者も大幅に変更されたほか、第1部と第2部のコンセプトの違いをより明確にするため、全ての出演者が『PON!』か『DON!』いずれかのみの出演となる（ただし、『PON!』出演者が、『DON!』にゲストとして出演することはある）。また、『DON!』は『おもいッきりテレビ』〜『おもいッきりイイ!!テレビ』時代のS3スタジオでの放送ならびにスタジオに観客を入れる形に戻し、加えてパネリストとしてのゲスト出演も復活した。
『PON!』は『ラジかるッ』のコーナーの一部（「エンタメ」、突撃レポート、ライブ、ゲストトークコーナー、「ポシュレ」など）から構成され、『DON!』は『ラジかるッ』のコーナーの一部（ゲストトークコーナー、中継など）、及び前枠の『おもいッきりイイ!!テレビ』のコーナーの一部（「エ〜!!本当ですか、先生」、「きょうは何の日」、ニュースなど）をリニューアルしたものから構成されている。なお、『おもいッきりPON!』では、突撃芸人がコメンテーターも兼ねていた。
同時にラテ欄の表記も変更（10:25から放送する地域のみ）となった。リニューアル前は10:25 - 13:55でひと纏め（よって、ストレイトニュースと3分クッキングは内包扱い表記）であったが、リニューアル後は『PON!』、『ご存じですか』（木曜日・金曜日）、『NNNストレイトニュース』、『キユーピー3分クッキング』、『DON!』がそれぞれ独立して表記されている。ただ、『PON!』に関しては『おもいッきりPON!』と書かれることはなかった。

### おもいッきりシリーズの終焉
2010年春改編により、番組タイトルから『おもいッきり』が外れ、10:25からが『PON!』、11:55からが『DON!』とそれぞれ独立した番組に生まれ変わった。この改編により、1987年より続いてきた『おもいッきり』シリーズは約23年の歴史に終止符が打たれた。加えて『おまけのDON!』、『ご存じですか』も終了し、『PON!』の放送時間が5分延長された。

## 出演者
※番組終了時点（出演者の職籍・肩書、芸名等は当時のもの）
| 第1部『PON!』                                                                                                | 第1部『PON!』                   | 第1部『PON!』                | 第1部『PON!』             | 第1部『PON!』                                |
| 月曜日 | 火曜日                          | 水曜日                       | 木曜日                    | 金曜日                                       |
| 総合司会 | 総合司会                        | 総合司会                     | 総合司会                  | 総合司会                                     |
| --- | ------------------------------- | ---------------------------- | ------------------------- | -------------------------------------------- |
| ビビる大木                                                                                                   | ビビる大木                      | ビビる大木                   | 岡田圭右（ますだおかだ）  | 岡田圭右（ますだおかだ）                     |
| 杉上佐智枝（日本テレビアナウンサー）                                                                         |                                 |                              |                           |                                              |
| パネリスト                                                                                                   |                                 |                              |                           |                                              |
| 名越康文 スザンヌ                                                                                            | 鈴木美潮 安めぐみ               | 品田英雄 篠田麻里子（AKB48） | 金谷俊一郎 神戸蘭子       | 荻原博子 坂下千里子                          |
| DJ |                                 |                              |                           |                                              |
| DJ MICKEY（坂上みき）                                                                                        |                                 |                              |                           |                                              |
| 突撃芸人 |                                 |                              |                           |                                              |
| 山本高広 | なすなかにし                    | 超新塾                       | 大西ライオン              | 鳥居みゆき                                   |
| 曜日企画 |                                 |                              |                           |                                              |
| 浜内千波 ザブングル 高橋みなみ（AKB48）                                                                      | 博多華丸・大吉 山田五郎         | マシンガンズ Wエンジン       | クワバタオハラ            | 島田秀平 松岡シュウゾウ（ぼれろ） クルム重盛 |
| お天気お姉さん                                                                                               |                                 |                              |                           |                                              |
| 本山華子（慶應義塾大学4年）                                                                                  | 虎南有香                        | 西田美歩                     | 本山華子                  | 虎南有香                                     |
| 「天カメ教室 ちょっとウケたい授業」                                                                          |                                 |                              |                           |                                              |
| ザ・たっち                                                                                                   |                                 |                              |                           |                                              |
| 「おもいッきりPON!×NNNストレイトニュース」                                                                   |                                 |                              |                           |                                              |
| 丸岡いずみ（日本テレビ報道局記者兼キャスター）                                                               |                                 |                              |                           |                                              |
| 「PON!PON!ポシュレ」                                                                                         |                                 |                              |                           |                                              |
| 東海林のり子 吉岡美穂 杉上佐智枝 児嶋浩次郎（商品説明担当） 藤田大介（ナレーション・日本テレビアナウンサー） |                                 |                              |                           |                                              |
| 演奏 |                                 |                              |                           |                                              |
| Vanilla Mood                                                                                                 |                                 |                              |                           |                                              |
| ミニ番組『おまけ』                                                                                           |                                 |                              |                           |                                              |
| 中山秀征（『DON!』総合司会） 馬場典子（日本テレビアナウンサー）                                              |                                 |                              |                           |                                              |
| 第2部『DON!』                                                                                                |                                 |                              |                           |                                              |
| 月曜日 | 火曜日                          | 水曜日                       | 木曜日                    | 金曜日                                       |
| 総合司会 |                                 |                              |                           |                                              |
| 中山秀征（総合司会） 馬場典子（日本テレビアナウンサー） 上重聡（日本テレビアナウンサー）                     |                                 |                              |                           |                                              |
| パネリスト                                                                                                   |                                 |                              |                           |                                              |
| 徳光和夫 榊原郁恵                                                                                            | 宮本隆治 レッド吉田（TIM） 森泉 | 高橋英樹 堀ちえみ 小倉優子   | カンニング竹山 優木まおみ | 草野仁 松本明子 東MAX（Take2）               |
| ナレーター                                                                                                   |                                 |                              |                           |                                              |
| 関口伸 鈴木まどか                                                                                            |                                 |                              |                           |                                              |
| 曜日企画 |                                 |                              |                           |                                              |
| ヨネスケ ギャル曽根                                                                                          | 宮本隆治                        | にしおかすみこ 益若つばさ    | U字工事                   | ナイツ                                       |
| 「NEWSエクスプレス」                                                                                         |                                 |                              |                           |                                              |
| 丸岡いずみ（日本テレビ報道局記者兼キャスター）                                                               |                                 |                              |                           |                                              |

| 過去の出演者                           | 過去の出演者  | 過去の出演者                                                                                   | 過去の出演者     |
| 出演者                                 | 曜日          | 担当コーナー                                                                                   | 出演期間         |
| -------------------------------------- | ------------- | ---------------------------------------------------------------------------------------------- | ---------------- |
| カトゥー直也                           | 月曜日        | 『1155』「突撃DON!」                                                                           | 2009年4月 - 6月  |
| 駒井千佳子（芸能レポーター）           | 月曜日        | 『1025』「おもいッきりエンタメよーいDON!」注目記事紹介                                         | 2009年4月 - 9月  |
| フォーリンラブ                         | 月曜日        | 『1025』「DONピシャランキング」                                                                | 2009年4月 - 9月  |
| 髭男爵                                 | 月曜日        | 『1025』「夕刊来たDON!」                                                                       | 2009年4月 - 9月  |
| モエヤン                               | 月曜日        | 『1155』「行列DONと並んでQ」                                                                   | 2009年4月 - 9月  |
| 麦芽                                   | 月曜日        | 『1155』「突撃DON!」                                                                           | 2009年4月 - 9月  |
| 天久美奈子（MAX）                      | 火曜日        | 『1025』『1155』パネラー                                                                       | 2009年4月 - 9月  |
| 井上公造（芸能レポーター）             | 火曜日        | 『1025』「おもいッきりエンタメよーいDON!」注目記事紹介                                         | 2009年4月 - 9月  |
| キャン×キャン                          | 火曜日        | 『1025』「DONピシャランキング」                                                                | 2009年4月 - 9月  |
| いとうあさこ                           | 火曜日        | 『1155』「突撃DON!」                                                                           | 2009年7月 - 9月  |
| 藤田大介（日本テレビアナウンサー）     | 火曜日        | 『1155』「おもいッきりLIVE」                                                                   | 2009年4月 - 9月  |
| 陣内智則                               | 水曜日        | 『1025』『1155』パネラー                                                                       | 2009年4月 - 9月  |
| 吉田小江子                             | 水曜日        | 『1025』「おもいッきりエンタメよーいDON!」進行・『1155』「オ・シ・え・て♥DON（首領）」ブレーン | 2009年4月 - 9月  |
| 牧元一（隔週・スポーツニッポン記者）   | 水曜日        | 『1025』「おもいッきりエンタメよーいDON!」注目記事紹介                                         | 2009年4月 - 9月  |
| 佐藤雅昭（隔週・スポーツニッポン記者） | 水曜日        | 『1025』「おもいッきりエンタメよーいDON!」注目記事紹介                                         | 2009年4月 - 9月  |
| イワイガワ                             | 水曜日        | 『1025』「DONピシャランキング」                                                                | 2009年4月 - 9月  |
| 岸田麻未（慶應義塾大学3年）            | 水曜日        | 『1025』お天気お姉さん・『1155』アシスタント                                                   | 2009年4月 - 9月  |
| 山田邦子                               | 水曜日        | 『1155』「おもいッきりLIVE」                                                                   | 2009年4月 - 9月  |
| 菊池麻衣子                             | 木曜日        | 『1025』『1155』パネラー                                                                       | 2009年4月 - 9月  |
| タカアンドトシ                         | 木曜日        | 『1025』「おもいッきりエンタメよーいDON!」進行・「夕刊来たDON!」                               | 2009年4月 - 9月  |
| 加藤ゆり（東京大学経済学部4年）        | 月曜日 木曜日 | 『1025』お天気お姉さん・『1155』アシスタント                                                   | 2009年4月 - 9月  |
| 松本久（日刊スポーツ記者）             | 木曜日        | 『1025』「おもいッきりエンタメよーいDON!」注目記事紹介                                         | 2009年4月 - 9月  |
| 上原美優                               | 金曜日        | 『1025』『1155』パネラー                                                                       | 2009年4月 - 9月  |
| 加藤聡（日本テレビアナウンサー）       | 金曜日        | 『1025』「おもいッきりエンタメよーいDON!」進行                                                 | 2009年4月 - 9月  |
| 佐々木博之（芸能レポーター）           | 金曜日        | 『1025』「おもいッきりエンタメよーいDON!」注目記事紹介                                         | 2009年4月 - 9月  |
| エド・はるみ                           | 金曜日        | 『1155』「行列DONと並んでQ」                                                                   | 2009年4月 - 9月  |
| 半田健人                               | 金曜日        | 『1155』「おもいッきりLIVE」                                                                   | 2009年4月 - 9月  |
| 夏目三久（日本テレビアナウンサー）     | 月 - 金       | 『1025』『1155』MC                                                                             | 2009年4月 - 9月  |
| 中野謙吾（日本テレビアナウンサー）     | 水曜日        | 『1155』曜日企画                                                                               | 2009年4月 - 12月 |
| 眞鍋かをり                             | 月曜日        | 『1155』パネラー                                                                               | 2009年4月 - 12月 |

## タイムテーブル
| 第1部『PON!』      | 第1部『PON!』 | 第1部『PON!』 |
| 時刻               | コーナー | 詳細 |
| ------------------ | --- | --- |
| 10:23.15           | 15秒予告アイキャッチ | ゼロスタから『PON!』の予告を伝える。『スッキリ!!』（第2部）終了直後に放送される。稀に『スッキリ!!』（第2部）本編終了時刻の繰り上げ、繰り下げがあるため、それに伴い前後することがある。 |
| 10:25.00           | オープニング | お天気カメラの映像をバックにオープニングタイトルとオープニングテーマ曲が流れ、スタジオのカメラに切り替わる。その後、パネリストの紹介とオープニングコーナーがある。 - 月曜日「今週の格言」 有名人、著名人の格言を紹介する。 - 火曜日「龍馬JIN」 坂本龍馬の半生を紹介する。 - 水曜日「今週のパワースポット」 都内で話題のパワースポットを紹介する。 - 木曜日「今週の東京スカイツリー」 東京スカイツリーの建築状況を、2010年1月7日の観察開始時点(254m)と比べながら紹介する。 - 金曜日「今週の星座占い」 週末の運勢を紹介する。 |
| 10:26頃            | 「おもいッきりエンタメよーいPON!」 | 『ラジかるッ』の「DJ TERUの特だねワイド」のエンタメニュースの部分を受け継ぐ内容で、スポーツ紙、夕刊紙、週刊誌などのゴシップ記事や報道局提供のニュースをDJ MICKEYが紹介する。2009年3月30日開始。2009年10月2日までは「おもいッきりエンタメよーいDON!」というコーナー名だった。 - 突撃コーナー 曜日毎の突撃芸人がネタを交えながら注目記事のタレントに突撃インタビュー取材を行う。 |
| 10:36頃            | 曜日企画 | 曜日毎に異なる中継企画が放送される。2009年10月5日開始。 - 月曜日「いますぐマネシピ 美味しいです」 マイスタ前広場（雨天時はマイスタ）から誰でも簡単に作れる料理を浜内千波が紹介する。2009年10月5日開始。 - 火曜日「アートの祭り! これい～んです」 美術館、博物館など話題のアートの現場を訪れる。2009年10月6日開始。 - 水曜日「PONPON!ランキング」 週間視聴率ランキング（関東地区、ビデオリサーチ調べ）と週替わりのランキングのベスト5を紹介する。2009年10月7日開始。 - 木曜日「腹ペコ中継! おなかがPON!」 旬の食材を使ったおいしい料理を求めて話題の場所、お店から中継する。2009年10月15日開始。 - 金曜日「お手を拝借! 手相でスッPON!」 話題の芸能人をゲストに迎え、ゲストの本性を手相で判断する。2009年10月9日開始。 |
| 10:48頃            | 「ハラハラトーク スタア秘宝館」 | 『ラジかるッ』の「うれしはずかし写真館」を受け継ぐ内容で、ゲストのお気に入りのスイーツと共に、ゲストの思い出の品やVTR、写真を通してゲストとトークする。2009年10月5日開始。 |
| 10:58頃            | お天気お姉さんのコーナー | お天気お姉さんによる曜日毎に異なる企画が放送される。2009年10月5日開始。 - 月曜日「ハナコのスイーツK.O.（ノックアウト）」 本山華子がおいしいスイーツを紹介し、そのおいしさにノックアウトされる。2009年10月5日開始。 - 火曜日「名パン偵コナン」 虎南有香が『名探偵コナン』の江戸川コナンに扮し、おいしいパンの捜査に乗り出す。2009年10月6日開始。 - 水曜日「SHINO監修美腰エクササイズ」 SHINOが監修する美腰エクササイズを西田美歩が実践する。2009年10月14日開始。 - 木曜日「あした天気にCUPでPON!」 本山華子の実践を通してゴルフを基本から学ぶ。2009年10月15日開始。 - 金曜日「コナンとゆかいな雑貨たち」 虎南有香がムツゴロウに扮し、癒される雑貨を紹介する。2009年10月9日開始。 |
| 11:00頃            | 今日のPV 今日誕生日の有名人 最新の天気予報                                                                                              | お天気カメラの映像をバックに放送日前後に発売される曲のプロモーションビデオと今日誕生日の有名人一覧が流れる。お天気お姉さんが気象庁11時発表の最新の全国天気予報を伝える。2009年3月30日開始。 |
| 11:04頃            | 「天カメ教室 ちょっとウケたい授業」 | 『ラジかるッ』の「ちょっと何の日?」の後継コーナー。ザ・たっちがお天気カメラで新橋SL広場、江の島海岸など街角に登場し、人に話したらちょっとウケる知識や雑学を紹介する。2009年10月5日開始。 |
| 11:09.00           | 「おもいッきりPON!×NNNストレイトニュース」                                                                                              | 報道フロアから最新のニュースを丸岡いずみが伝える。 |
| 11:10.00           | CM | 【一部ネット局向けの飛び降り点】 |
| 11:11.30           | 「PON!PON!ポシュレ」 | 【ローカル枠】 |
| 11:22.15           | Vanilla Mood演奏 番組へのご意見募集 視聴者プレゼント紹介 「ビビる大木のエンドリポート!」（月 - 水） 『DON!』予告（木・金） エンディング | 【一部ネット局向けの飛び乗り点】 新聞記事などから気になる話題を大木が一刀両断する。『DON!』の「トップリポート！」のパロディコーナー。（月 - 水） 『PON!』のゼロスタと『DON!』のS3スタジオを結んで『DON!』の予告を交えたクロストークを行う。（木・金） 「おもいッきりPON!」の掛け声とスタジオ全員によるカメラへ向けてのPON!ポーズで終了。 |
| 11:23.30           | CM（ステブレ） | 11:25.00 『おまけのDON!』（月 - 水）または『ご存じですか』（木・金）に続く。 |
| ミニ番組『おまけ』 | | |
| 時刻               | コーナー | 詳細 |
| 11:25.00           | 『DON!』予告 | 『PON!』のゼロスタと『DON!』のS3スタジオを結んで『DON!』の予告を交えたクロストークを行う。2009年10月5日開始。 |
| 11:27頃            | エンディング | 「おもいッきりDON!」の掛け声とDON!ポーズで終了。 |
| 11:28.00           | CM（ステブレ） | 11:30.00 『NNNストレイトニュース』に続く。 |
| 第2部『DON!』      | | |
| 時刻               | コーナー | 詳細 |
| 11:55.00           | CM | 番組表上の番組開始時刻。 |
| 11:56.00           | オープニング | オープニングタイトルとオープニングテーマ曲が流れた後、スタジオの映像に切り替わり、パネリストと本日の番組内容が紹介される。「おもいッきりDON!」の掛け声とポーズで次のコーナーに移る。 |
| 11:58頃            | 「チョット気になる!」 | 『おもいッきりイイ!!テレビ』の「今日のトピックス」を受け継ぐ内容で、巷で気になるトレンド情報や人物を取り上げる。2009年5月4日より開始。2009年10月2日までは「DJ MICKEYの特ダネ一本」として放送されていた。バンクーバー五輪以降、「トップリポート!」より改題。 |
| 12:15頃            | 「昼得ファイル」 | 『おもいッきりイイ!!テレビ』の「エ〜!!本当ですか、先生」をリニューアルしたコーナーで毎日スペシャリストをスタジオに迎え、生活に役立つ情報を発信。コーナーの終わりにはスタジオ観覧募集のお知らせがある。2009年3月30日開始。2009年10月2日までは「オ・シ・え・て♥DON（首領）」というコーナー名だった。コーナー開始時のオープニングCGは2009年11月いっぱいで廃止された。 |
| 12:46頃            | 曜日企画 | 曜日毎に異なるテーマの企画が放送される。2009年3月30日開始。 - 隔週月曜日「突撃!隣の晩ごはん」 『ルックルックこんにちは』から続き、全国放送としては『ザ!情報ツウ』以来3年ぶりに再開 されたヨネスケの代名詞ともなっている名物企画。ヨネスケがとある町の家庭をアポ無しで訪問し、晩ごはんを味見しながら各家庭の家族と触れ合う。2軒目からは知り合いの家庭を紹介してもらい、数軒ほど訪ねる。 - 隔週月曜日「あの町この町どんな味!?」 『ラジかるッ』から続くギャル曽根が出演するグルメコーナー。各地の商店街から旬のおいしいものや絶品料理を生中継する。2009年9月28日までは「ヨネスケ・ギャル曽根のDONだけ美味いの!?」というコーナー名だった。 - 火曜日「名曲ファイル その時ヒットは生まれた」 歌手を招き、名曲誕生の裏側を時代背景とともに紐解いていく。トークの後、スタジオで生熱唱する（もしくはVTRで振り返る）。リニューアル前の『1155』の「DONとTALK」火曜日「火曜紅白歌謡館」の後継コーナー。2009年10月6日開始。 - 水曜日「コレくる!つばさセレクション」 ファッションからグルメまであらゆる流行を益若が発信する。2010年1月6日開始。2009年9月29日までは火曜日の「おもいッきりLIVE」で「にしおか&益若のつばさんぽ コレくるDON!」として放送され、街角を散歩しながら、絶対に流行るというおしゃれアイテムを見付け出し、益若がその場でコーディネートした服を毎回にしおかが生着替えするという企画、同12月23日までは「つばさんぽ HAPPYチェンジ!」として同じくゲストまたは一般人が生着替えをする企画だった。 - 木曜日「U字工事のニッポン勝手にランキング!」 47都道府県の中から毎週1つの都道府県に注目し、その県の凄いところのベスト3をランキングで紹介する。2009年10月8日開始。2010年2月4日までは、その県の凄いところのベスト5を紹介していた。 - 金曜日「イマどき注目ワード! Yahoo! JAPAN検索ランキング」 検索数が急上昇したワードのランキングを紹介する。また、ランキング内の注目のワードやランキング外の先取りワードについてネタを交えて説明する。説明の際に強引に森末慎二やクラシアン（「水」、「トラブル」、「パイプ」などに引っ掛けている）に結び付けてネタにするのが恒例になっている。2009年10月1日までは木曜日の「DONピシャランキング」のコーナーで放送されていた。 - - 「どんな疑問も解決!? Yahoo!知恵袋」 Yahoo!のQ&AサイトであるYahoo!知恵袋へ寄せられた質問とその回答の中から気になったものをネタを交えて紹介する。 |
| 13:02頃            | 「きょうは何の日」 | 『おもいッきりテレビ』『おもいッきりイイ!!テレビ』の「きょうは何の日」をリニューアルしたもの。放送日と同じ日に起こった出来事や放送日と同じ命日、誕生日の有名人の人生をVTRで紹介する。2009年3月30日の番組開始以来「きょうはDON（どん）な日!?」というコーナー名に変更されていたが、2009年10月5日のリニューアルで「きょうは何の日」に戻った。ナレーションは日本テレビアナウンサーが担当。 |
| 13:22頃            | 「午後イチ! エンタメ」 | 『おもいッきりイイ!!テレビ』の「エンタメ情報 来た!見た!もんた!」を受け継ぐ内容で、エンタメニュースを紹介する。ナレーションは、過去にTBS系『ブロードキャスター』の看板コーナーだった『お父さんのためのワイドショー講座』を担当していた関口伸と鈴木まどかのコンビが務める。2009年10月5日開始。 |
| 13:32頃            | 「丸岡キャスターのNEWSエクスプレス」 | 最新ニュースを丸岡いずみが伝えるコーナー。『おもいッきりテレビ』の「情報特急便」→『おもいッきりイイ!!テレビ』の「Newsエスプレッソ」の流れを汲んでおり、丸岡が「Newsエスプレッソ」から引き続き担当する。2009年3月30日開始。2009年10月2日までは「丸岡いずみのDONDON取材中」というコーナー名だった。 |
| 13:51頃            | 「告白DON!」 | 地デジ普及のキャンペーンをしながら出演者の素顔を暴く。中山の「ハイビジョンじゃないの?もったいないよね」の一言（ブラビアのCMの矢沢永吉のモノマネ）から始まる。地デジ大使である馬場アナはCMでも着用しているアンテナの被り物をして登場する。リニューアル前の「マグロ」に相当するコーナー。2009年10月13日開始。 |
| 13:52頃            | エンディング | 中山の「明日も!（来週も!）おもいッきりDON!」の掛け声とスタジオ出演者、観覧者によるカメラへ向けてのDON!ポーズで終了。 |
| 13:52.45           | 『情報ライブ ミヤネ屋』15秒予告アイキャッチ                                                                                             | 読売テレビ制作。読売テレビほか一部地域のみ直後に玄関前トークが続く。 |
| 13:53.00           | CM（ステブレ） | 13:55.00 『情報ライブ ミヤネ屋』に続く。 |

| 過去のコーナー                         | 過去のコーナー                 | 過去のコーナー |
| 第1部『1025』                          | 第1部『1025』                  | 第1部『1025』 |
| 時刻                                   | コーナー                       | 詳細 |
| -------------------------------------- | ------------------------------ | --- |
| 10:25.00                               | オープニング                   | お天気カメラの映像をバックにオープニングタイトルとオープニングテーマ曲が流れ、スタジオのカメラに切り替わる。その後、パネリストの紹介とオープニングコーナーがある。 - 火曜日「今週の年号」 受験に役立つ年号の語呂合わせによる覚え方とその歴史的背景を紹介する。 |
| 10:27頃                                | 「速報!視聴率ランキング」      | 前日の全局全時間帯の全番組の中から放送時間が15分以上の番組が対象。複数の番組が同率トップの視聴率の場合は占拠率で順位を決める。ビデオリサーチが視聴率発表を行わない祝日は休止。 |
| 10:45頃                                | 「DON!どばれ!私のヒミツ」      | 番組レギュラー出演者のヒミツをドンとばらす。「履歴書紹介」でターゲットのこれまでの人生を振り返り、「秘密の宝物」でターゲットのとっておきの宝物を紹介する。コーナージングルとして『ひみつのアッコちゃん』のオープニングテーマが使われる。2009年4月30日から6月12日まで放送された。 |
| 10:45頃                                | 「DONどバレ私の秘密」          | 『ラジかるッ』の「うれしはずかし写真館」を受け継ぐ、ゲストとのトークコーナー。ゲストのお気に入りのオススメスイーツと共に、スタアの秘密をどんどん探る。コーナージングルとして『ひみつのアッコちゃん』のオープニングテーマが使われる。2009年6月15日から2009年10月2日まで放送された。8月3日より『1155』から移動。 |
| 10:58頃                                | 「DONピシャランキング」        | 『ラジかるッ』の「5&5ランキング」を受け継ぐ内容で、日替わりランキングのベスト5をネタを交えながら発表する。2009年3月30日から2009年10月2日まで放送された。木曜日以外は7月13日より『1155』から移動。 - 月曜日「売れ筋ランキング」 週替わりの売れ筋ランキングを紹介する。2009年9月28日まで放送された。 - 火曜日「シネマランキング」 興行通信社調べの週末の映画興行収入ランキングを紹介する。2009年9月29日まで放送された。 - - 「キャン×キャンのいちおシネマ見てメンソーレ」 キャン×キャン一押しの公開直前おススメ映画を紹介する。 - 水曜日「オリコンCDシングルランキング」 オリコン発表のウィークリーシングルCD売り上げランキングを紹介する。2009年9月30日まで放送された。 - - 「名曲プレイバック19XX」 ある年月の月間オリコンランキングトップ5を発表する。1位はイントロ早当てクイズ形式で発表される。 - 金曜日「大衝撃!DON!パクト映像!」 世界中から選りすぐった衝撃映像を紹介する。2009年6月26日までは「衝撃映像DONDONランキング」として放送された。2009年10月2日まで放送された。 |
| 11:05頃                                | 「夕刊来たDON!」               | 『ラジかるッ』の夕刊コーナーを受け継ぐ内容で、届いたばかりの日刊ゲンダイと東京スポーツを日替わりのコンビ芸人がネタを交えて紹介する。2009年3月30日開始。 |
| ミニ番組『おまけ』                     |                                | |
| 時刻                                   | コーナー                       | 詳細 |
| 11:25.00                               | 「おまけのコーナー」           | 『1025』終了後のゼロスタで曜日毎に違った企画を行う。複数回行ったコーナーのみ記載。 - 月曜日「子供のおもちゃでマジバトル」 出演者が昔懐かしの子供のおもちゃで真剣勝負する。2009年6月1日まで行われた。 - 月曜日「加藤ゆりの経済ニュース ハイ&ロー!」 気になる経済ニュースにちなんだハイ&ロークイズを出題する。コーナージングルは『Heigh Ho（ハイホー）』。2009年6月8日と6月15日に行われた。 - 月曜日「徳光和夫の実況教室」 徳光が加藤ゆりの行動を即興で実況する。その後、他の出演者も同様に行う。2009年6月29日と7月6日に行われた。 - 月曜日「ザ・DON!モネア」 出演者が30秒で中山、夏目を笑わせることが出来るかを競う。2009年7月13日から9月28日まで行われた。 - 火曜日「ビビる大木のDON!とやってみよう!」 大木が出題するシチュエーションに沿って、大木がグッとくるような仕草、言葉を女性陣が考えて回答する。2009年5月19日まで行われた。 - 火曜日「ビビる大木のDON!DON!描いて!うろおぼ絵」 出演者にお題通りの絵を描いてもらい、新たな一面を探る。2009年6月2日から7月28日まで行われた。 - 火曜日「オオキリーグ」 出題される問題に4人が協力して答える。2009年8月4日から9月29日まで行われた。 - 水曜日「ミクパン」 パン好きの夏目アナがおススメのパンを紹介する。2009年4月1日から9月30日まで行われた。パン紹介コーナーは『PON!』の「名パン偵コナン」に引き継がれた。 |
| 第2部『1155』                          |                                | |
| 時刻                                   | コーナー                       | 詳細 |
| 11:55.00                               | 15秒予告アイキャッチ           | テレビバ前広場から『1155』の予告を伝える。ギャラリーへのインタビューを行うこともあった。2009年7月13日のタイムテーブル変更により行われなくなった。 |
| 11:57頃                                | 天カメリレー                   | 「フーテンのたっち 天カメはつらいよ」の予告と「天カメばーすでい」の天カメリレーを行う。 - 「天カメばーすでい」 『ラジかるッ』の「ちょっと何の日?」の後継コーナー。「エンタの天カメ」より改題。大西ライオンがお天気カメラで新橋SL広場に登場し、今日誕生日の有名人についての情報をネタを交えて伝える。2009年5月4日から8月6日まで行われた。 |
| 11:57頃 （月 - 水・金）                | 「行列DONと並んでQ」           | 『おもいッきりイイ!!テレビ』の「アンタ邪魔だよッ!（--〆）ランチいきなり中継」を受け継ぐ内容で、日替わりの芸人が行列のできる飲食店からランチ中継を行う。最後に店員または客にクイズを出題し、正解すると番組特製Tシャツがプレゼントされる。「DONな所にもぶらりイッテQ」より改題。2009年3月30日開始。木曜日以外は7月13日より『1025』から移動。 |
| 12:02頃 （月 - 水・金） 11:57頃 （木） | 「DJ MICKEYの特ダネ一本」      | 『ラジかるッ』の「DJ TERUの特だねワイド」と『おもいッきりイイ!!テレビ』の「今日のトピックス」を受け継ぐ内容で、スポーツ紙、夕刊紙、週刊誌などのゴシップ記事や報道局提供のニュースの中から今日の注目記事1つをDJ MICKEYが紹介する。2009年5月4日より開始。 |
| 12:04頃 （木）                         | 「DONピシャランキング」        | 『ラジかるッ』の「5&5ランキング」を受け継ぐ内容で、日替わりランキングのベスト5をネタを交えながら発表する。2009年3月30日開始。 - 木曜日「Yahoo! JAPAN検索ランキング」 検索数が急上昇した芸能ワードのランキングを紹介する。注目ワードの説明の際に強引に森末慎二やクラシアン（「水」、「トラブル」、「パイプ」などに引っ掛けている）に結び付けてネタにするのが恒例になっている。 - - 「ナイツのヤホー再検索」 ナイツ塙が特に気になったワードについてさらに深い情報を紹介する。一見正しい情報のように思われるが、途中から似て非なるワードについての情報であることが判明して、コメンテーター陣からツッコミを受けるのが恒例になっている。 |
| 12:14頃                                | 「オ・シ・え・て♥DON（首領）」 | 『おもいッきりイイ!!テレビ』の「エ〜!!本当ですか、先生」をリニューアルしたコーナーで毎日スペシャリスト（首領）をスタジオに迎え、生活に役立つ情報を発信。首領の登場時に流れる曲は石野真子の『わたしの首領』。曜日毎にジャンルが異なる。2009年3月30日開始。 - 「おいしい月曜日」 - 「キレイになる火曜日」 - 「元気が出る水曜日」 - 「賢くなる木曜日」 - 「得する金曜日」 |
| 12:37頃                                | 「DONとTALK」                  | 曜日毎に違ったテーマのもとゲストとトークを繰り広げる。2009年6月15日から2009年10月2日まで放送された。8月3日より『1025』から移動。 - 月曜日「スタアDONちゃん交友録」 芸能界で仲の良い2人を招き、スタアの意外な交遊録を紹介する。2009年6月15日から2009年9月28日まで放送された。 - - 「知ってて当然!知らなきゃ絶交!思い出ぼろぼろ」 仲のよい友達なら絶対に分かる問題を2人それぞれに出題する。 - 火曜日「火曜紅白歌謡館」 歌手を招き、NHKアナウンサー時代に6年連続で『NHK紅白歌合戦』の総合司会を務めた宮本と共に紅白の秘話、名曲秘話を探る。トーク終了後、スタジオで名曲を熱唱する。2009年6月16日から2009年9月29日まで放送された。 - - 「人生が変わった歌イイ話」 ゲストの人生を変えた歌に関するイイ話について語る。 - - 「歌謡館DON!DON!スクープ」 ゲストの伝説について語る。 - 水曜日「おいDONがザ・ベスト3」 ゲスト自慢のハマリ物ベスト3を紹介する。「今週のスポットライト」ではランク外ではあるがゲスト注目の物を紹介する。2009年6月17日から2009年9月30日まで放送された。 - 木曜日「この人は昔!?TV探偵DON」 ゲストの懐かしいVTRを3つ紹介し、当時のエピソードを語る。「未来の自分にDON!と一筆」で未来の自分への思いを綴る。2009年6月18日から2009年10月1日まで放送された。 - 金曜日「DONDONリクエストあの人に逢いたい」 1つの時代を築いた有名人を招き、その半生を振り返る。コーナージングルはAKB48の『会いたかった』。2009年6月19日から2009年10月2日まで放送された。 - - 「DON底↓チョ〜天↑“俺”線グラフ」 ゲストの半生を点数化し、折れ線グラフとDON底エピソード、チョ〜天エピソード、きょう日新新エピソードで振り返る。最後に現状の自分を自己採点する。 |
| 12:40頃                                | 「スタアとスイーツDON!べりー」 | 『ラジかるッ』の「うれしはずかし写真館」を受け継ぐ内容で、ゲストのお気に入りのスイーツと共に、ゲストの思い出の写真や視聴者からの質問メールを通してゲストとトークする。2009年4月30日から6月12日まで放送された。2009年4月29日までは『1025』で「スタアとブランチDONべりー」として放送された。 |
| 12:54頃                                | 「DJ MICKEYの特ダネDON!」      | 『ラジかるッ』の「DJ TERUの特だねワイド」と『おもいッきりイイ!!テレビ』の「エンタメ情報 来た!見た!もんた!」を受け継ぐ内容で、スポーツ紙、夕刊紙、週刊誌などのゴシップ記事や報道局提供のニュースをDJ MICKEYが紹介する。2009年3月30日から2009年10月2日まで放送された。 |
| 13:15頃                                | 「おもいッきりLIVE」           | 曜日毎に異なるテーマのもと生中継する。 - 水曜日「邦子の売り出しサンDONと釣れ!」 山田邦子が海、川、釣堀などで釣りをしながら、今が旬のゲストの素顔を一本釣りする。後半は島田秀平が加わり、ゲストの手相チェックも交えてトークを展開する。2009年4月1日から9月30日まで放送された。 - 木曜日「フーテンのたっち 天カメはつらいよ」 『ラジかるッ』の「ちょっと何の日?」をリニューアルしたもので、ザ・たっちが全国の各地方局のお天気カメラを使って中継する。その土地の隠れた県民性を解き明かしていく。ご当地出身の女性タレントや中継協力局の女性アナウンサーによる「マドンナ」とともにコーナーを進行する。後半にはご当地を代表するキャラクター（ゆるキャラ）が登場し、マドンナとのデートを懸けてザ・たっちとキャラクターが対決するが、毎回ザ・たっちが負けるのが恒例となっている。コーナー名に合わせてザ・たっちは映画『男はつらいよ』の車寅次郎の出で立ちで登場し至るところに劇中歌が用いられている。初回は「ザ・たっちの天カメケンミンSHOW」というコーナー名だったが「大人の事情」で2週目にして「ザ・たっちのてなもんや天カメ漫遊記」に改名した。さらに3週目から現在のコーナー名に再改名し、今のところ定着している。なお、不定期で中継車が出向き、ザ・たっちらをアップで映すことがある。また、天カメが設置されていないところへも中継車が出向き、展望台などからの高所からカメラマンが天カメ風に撮影することがある。2009年4月2日から2009年10月1日まで放送された。 - 金曜日「半田健人のDODONPA昭和名曲探訪」 昭和の名曲スターと共に思い出のスポットを巡り、昭和ポイントを探る。コーナージングルは渡辺マリの『東京ドドンパ娘』がベース。「半田健人の名曲DON!とクローズアップ!」では中山美穂の『クローズ・アップ』が流れた後、名曲の懐かし映像を振り返る。最後には「DODONPA」の合言葉とともにスターと思い出フォトグラフを撮影する。2009年4月3日から2009年10月2日まで放送された。 |
| 13:49頃                                | 「マグロ」                     | 出演者がカメラに向かって告白するコーナー。横一列に並んだ出演者が中山の指名順にマグロの模型（カメラ前）まで走って行き、その日のテーマに沿ったひと言を発表し立ち位置に戻ってくる。前番組『ラジかるッ』で中山が頻繁にやっていた、渡哲也の「『マグロ』（2007年新春放送のテレビ朝日制作2夜連続ドラマ）の番宣CM」の物真似がコーナー名の由来。先述したテレビドラマで実際に使用されていた「マグロ」の題字がコーナータイトル表示に使われている。本コーナーでも冒頭や締めのひと言として中山が「マグロ」とつぶやくのがお約束となっている。「格言まぐろ」→「まぐろ」より改題。番組宣伝ゲストが加わる場合がある。2009年3月30日から2009年10月2日まで放送された。 |

## ネット局
- ○印…フルネット
- △印…非ネット（金曜のみ）
- ▲印…フルネット（月曜のみ）
- ×印…非ネット

| 放送対象地域   | 放送局                                       | 第1部 『PON!』 月曜 - 金曜 10:25 - 11:25 | ミニ番組 『おまけ』 月曜 - 水曜 11:25 - 11:30 | 第2部 『DON!』 月曜 - 金曜 11:55 - 13:55 |
| -------------- | -------------------------------------------- | ---------------------------------------- | --------------------------------------------- | ---------------------------------------- |
| 関東広域圏     | 日本テレビ（NTV） 『おもいッきりDON!』制作局 | ○                                        | ○                                             | ○                                        |
| 北海道         | 札幌テレビ（STV）                            | ×                                        | ×                                             | ○                                        |
| 青森県         | 青森放送（RAB）                              | ×                                        | ×                                             | ○                                        |
| 岩手県         | テレビ岩手（TVI）                            | ×                                        | ×                                             | ○                                        |
| 宮城県         | ミヤギテレビ（MMT）                          | ×                                        | ×                                             | ○                                        |
| 秋田県         | 秋田放送（ABS）                              | ×                                        | ×                                             | ○                                        |
| 山形県         | 山形放送（YBC）                              | ×                                        | ×                                             | ○                                        |
| 福島県         | 福島中央テレビ（FCT）                        | ×                                        | ×                                             | ○                                        |
| 山梨県         | 山梨放送（YBS）                              | ×                                        | ×                                             | ○                                        |
| 新潟県         | テレビ新潟（TeNY）                           | ×                                        | ×                                             | ○                                        |
| 長野県         | テレビ信州（TSB）                            | ×                                        | ×                                             | ○                                        |
| 静岡県         | 静岡第一テレビ（SDT）                        | ×                                        | ▲                                             | ○                                        |
| 富山県         | 北日本放送（KNB）                            | ×                                        | ×                                             | ○                                        |
| 石川県         | テレビ金沢（KTK）                            | ×                                        | ×                                             | ○                                        |
| 福井県         | 福井放送（FBC）                              | ×                                        | ×                                             | ○                                        |
| 中京広域圏     | 中京テレビ（CTV）                            | △                                        | ×                                             | ○                                        |
| 近畿広域圏     | 読売テレビ（ytv）                            | ×                                        | ×                                             | ○                                        |
| 鳥取県・島根県 | 日本海テレビ（NKT）                          | ×                                        | ×                                             | ○                                        |
| 広島県         | 広島テレビ（HTV）                            | ×                                        | ×                                             | ○                                        |
| 山口県         | 山口放送（KRY）                              | ×                                        | ×                                             | ○                                        |
| 徳島県         | 四国放送（JRT）                              | ×                                        | ×                                             | ○                                        |
| 香川県・岡山県 | 西日本放送（RNC）                            | ×                                        | ×                                             | ○                                        |
| 愛媛県         | 南海放送（RNB）                              | ×                                        | ×                                             | ○                                        |
| 高知県         | 高知放送（RKC）                              | ×                                        | ×                                             | ○                                        |
| 福岡県         | 福岡放送（FBS）                              | △                                        | ×                                             | ○                                        |
| 長崎県         | 長崎国際テレビ（NIB）                        | ×                                        | ×                                             | ○                                        |
| 熊本県         | くまもと県民テレビ（KKT）                    | ○                                        | ×                                             | ○                                        |
| 鹿児島県       | 鹿児島読売テレビ（KYT）                      | ×                                        | ×                                             | ○                                        |

クロスネット局のテレビ大分（TOS・大分県：日本テレビ系列・フジテレビ系列）・テレビ宮崎（UMK・宮崎県：フジテレビ系列・日本テレビ系列・テレビ朝日系列） では『PON!』については他の地方局と同様にローカル編成 のため、『DON!』についてはフジテレビ系列の番組 を同時ネットとしているため、いずれも非ネット。
なお、『PON!』非ネット局でも、「PON!PON!ポシュレ」のみが以下の一部地方局にネットされている（これは「ラジかるッ×ポシュレ」時代の名残）。逆に、『PON!』ネット局でも「PON!PON!ポシュレ」をローカルコーナーに差し替える局（中京テレビ）や、別の通販番組に差し替える局（福岡放送 など）がある。
| 放送対象地域 | 放送局                | 放送曜日・放送時間        |
| ------------ | --------------------- | ------------------------- |
| 長野県       | テレビ信州（TSB）     | 月曜 - 金曜 11:45 - 11:55 |
| 静岡県       | 静岡第一テレビ（SDT） | 土曜 9:25 - 9:30          |
| 愛媛県       | 南海放送（RNB）       | 金曜 15:53 - 16:50内      |

## スタッフ

### 第1部『PON!』
- 総合演出：藤好耕
- 構成：沢口義明、外山信行
- 技術協力：NiTRo
- 美術協力：日テレアート
- 音楽協力：日本テレビ音楽
- 制作協力：AX-ON、東阪企画
- プロデューサー：中西太、武井泉、宮木宣嗣、小嶋清美
- チーフプロデューサー：岡田泰三
- 製作著作：日本テレビ

### ミニ番組『おまけ』
- 制作協力：AX-ON、東阪企画
- 製作著作：日本テレビ

### 第2部『DON!』
- 総合演出：武澤忠
- 演出：中川学
  - 月曜日：大倉雅弘
  - 火曜日：黄木美奈子
  - 水曜日：小山人志
  - 木曜日：伴在正行
  - 金曜日：村上剛
- テーマ曲：宮川彬良
- 構成：川崎良
  - 月曜日：大久保政男、倉野満、夏目宗弘
  - 火曜日：夏目宗弘、はっしー橋本、藤原琢也
  - 水曜日：高野雄宇、大久保政男、内田裕士
  - 木曜日：城田光男（城田純・城田優兄弟の父親）、藤原琢也
  - 金曜日：下河内一雄、城田光男、倉野満
- TM：小椋敏宏
- SW：岩本茂、三井隆裕、高田憲一、木村博靖、蔦佳樹、加賀谷博史
- CAM：高野信彦、山田祐一、工藤恂児、松嶋賢一、渡辺滋雄
- MIX：宮内貞、清水秀明、笹川秀男、三石敏生、高木哲郎
- VE：小野敏之、矢込宏敬、星勇次
- LD：細川登喜二、木村弥史、名取孝昌、榎本舞
- 技術：NiTRo
- 美術：日テレアート
- 音効：磯川浩己、鈴木宗寿、磯田恵美、片岡幸司、菊池隆裕、遠藤夕佳、田上ゆかり、宮下博国
- TK：竹島祐子、田中綾、釆岡洋子、生川友美、林たか子、長坂真由美、山際慎子
- 中継TD：東條和人、川村雄一（水・「つばさんぽ」担当）
- 中継カメラ：山田大輔（同上）
- 音楽協力：日本テレビ音楽
- CG協力：アイブリックスタジオ
- 協力：4Cast.co.jp
- 美術P：大川明子
- デザイン：熊崎真知子
- スタイリスト：藤井やすのり、山本祐行
- 制作協力：AX-ON、東阪企画
- 芸能デスク：宮澤清夫、高梨安弘、小野元
- エンタメP：伊藤彰（2009年10月5日 - ）
- 報道デスク：片谷直子、岸田雪子、小倉宏
- PR：向笠啓祐
- ディレクター
  - 月曜日：寺山順二、吉田尚代、山岸隆之、水野葉子、川島啓史、小谷信公、畑中真治、廣田雅史、広芝学
  - 火曜日：三井利行、池谷賢志、川上渡、藤原ともい、折田将臣、井上芳朗、猪子華、鈴木徹
  - 水曜日：松浦巧晃、古橋光義、金澤知子、杉江達也、岩永紗代美、小西梓美、酒井貴雄、鈴木徹
  - 木曜日：鈴木利夫、高野修、石島良治、水野葉子、金澤浩二、青木知広、黒田伸、岡田樹也、鈴木徹
  - 金曜日：辻智子、高野正樹、政田ももこ、玉井伴宙、西川宏一、中野伸郎、宮崎浩一、鈴木徹
- AP：仲田恵一、切田美伸
- デスク：松本真生、志村美果、安永美和
- 監修：渥美光三
- プロデューサー：横田崇、宮木宣嗣、大西威、矢野尚子、藤井純、眞山香織
- チーフプロデューサー：岡田泰三
- 製作著作：日本テレビ

### 過去のスタッフ
- テーマ曲・演出：尼崎昇
- 構成：アサダアツシ、高梨武志、大名祥子、坂本茜、中澤秀雄
- 音効：橋本いづみ、杉山謙一郎、島野高一、中山和人、大根田祐士
- 中継TD：川村朋秀
- 中継CAM：八木原輝、長崎太資
- 協力：プレスマン、NNS系列各局
- 報道デスク：鹿野正樹、宇佐美理、中村洋介
- AP：三門綾子、山崎千絵
- ディレクター：福本光泰、神崎裕子、江間英男、佐々木千栄、佛田珠美、狩野丈志、村田真之、宮澤拓郎、吉濱明秀、滝川義子、八重沢亮、城美幸、菊池佳代、横山剛輔、赤城雄太、森本祐亮、内田一成、松島大悟、鍬田俊太郎、時田和典、井上公志
- 演出：藤森和彦
- プロデューサー：村手武治、清水美菜子、久保田誠

## 付記事項

### 番組ロゴ
- 番組内で使われる「PON!」「DON!」の「O」は時計を表しており、『DON!1025』→『PON!』では番組開始時刻の10:25を、『DON!1155』→『DON!』では11:55をそれぞれ指している。但し、『おまけ』では、番組開始時刻の11:25ではなく、番組終了時刻の11:30を指している。「!」は大砲を象っている。
- 『PON!』のオープニングタイトルで使用される番組ロゴのアニメーションは、2009年10月5日改変の週と二週目では「D」の縦棒が下につき出して「P」に変わり、「おもいッきりDON! 第1部」の文字も小さくライズアップするとともに大砲は煙を吐くアニメーションであったが、三週目からはタイトル文字は「おもいッきりDON!」のまま、大砲は水玉を吐き出す、リニューアル前の『1025』のアニメーションに変更された。従って、『PON!』のオープニングではMCは「おもいッきりDON! 第1部、おもいッきりPON!」とコールするが、画面には「おもいッきりDON!」とのみロゴ表示される。また、ロゴのデザインも当初は『DON!』と同様に文字が白で縁取られたデザインであったが、三週目からは縁取りのない簡素なデザインに変更された。

### BGM
- 『ラジかるッ』同様多くの時間帯でBGMが流れており、コーナー、内容、話題によって切り替わる。またBGMはトーク内容・企画内容に基づいた駄洒落など何らかの意図が含まれている。
- リニューアル前の番組オリジナルテーマ曲やコーナーのジングルなどは全て当時の総合演出の尼崎昇によるものが使われていた。オリジナルテーマ曲は『1025』と『1155』で同じであるが、2009年7月10日まで『1155』では『1025』に比べてややテンポが早いものが使われていた。また放送開始から数日して効果音が加えられた。なおリニューアル後も、一部ジングルでは『PON!』で引き続き使用されている（ただし『PON!』であるため、マイナーチェンジが施されている）。CMに入る際のオリジナルテーマ曲も『PON!』のみである。『DON!』ではリニューアル当初、オープニングテーマ曲をアレンジしたものだったが、2010年1月からはジングルが変更された。

#### オープニングテーマ曲
- 2009年3月30日 - 2009年10月2日：『おもいッきりDON!のテーマ』（作詞・作曲：尼崎昇）
- 2009年10月5日 - 2010年3月26日：宮川彬良作曲（父の宮川泰は過去に「おもいッきりテレビ」のテーマ曲を担当していた）

※なお「おもいッきりPON!」は「タンホイザー」の「大行進曲」。

#### エンディングテーマ曲
- 2009年 
  - 4月度：「東京JUICE」バブルガム・ブラザーズ
  - 5月度：「Bang!Bang!Bang!」M
  - 6月度：「Hey!Summer Music!!」mimika
  - 7月度：「movin'on」為岡そのみ
  - 8月度：「バーニン☆ダーリン」Vijandeux
  - 9月度：「星空トライアングル」CHERRYBLOSSOM
  - 10月度：「baby in car」GAKU-MC
  - 11月度：「How Beautiful」AYUSE KOZUE
  - 12月度：「Days～3度目の季節～」Lil'B
- 2010年
  - 1月度：「キレイのチカラ」M with QReA
  - 2月度：「チェリーブロッサム」遊吟
  - 3月度：「San Francisco Blues」HOLIDAYS OF SEVENTEEN

### アナログ放送
- アナログ放送では『PON!』のみ13:9のレターボックスで放送されている。2009年10月2日までは『1155』でもレターボックスで放送されていた。
- 音声モードは『ご存知ですか』・『NNNストレイトニュース』・『キユーピー3分クッキング』放送時モノラル放送を実施していた。

### 出来事

#### 2009年度上半期
- 2009年3月30日（月） - 新番組『おもいッきりDON!』スタート。この日から第1部はゼロスタジオ。第2部はテレビバからの生放送となり、司会者、曜日ブレーン、パネリスト、DJは第1部、第2部両方出演することになる。突撃芸人5組のレギュラー残留をかけたサバイバルバトルも同時スタートとなった。
- 2009年4月26日（日） - アニメ『ヤッターマン』（読売テレビ制作）第38話｢どうもモグラですが何か?だコロン!｣に、中山と夏目がゲスト声優（遺跡発掘のインチキ商売に騙された客役）として出演した。
- 2009年4月29日（水・祝） - 昭和の日を記念し、5:20 - 13:55の約8時間半に渡り、『ズームイン!!SUPER』・『スッキリ!!』とコラボレーション。『日テレ系春祭り! おもいッきり昭和でDON!』として放送された。『1155』では「オ・シ・え・て♥DON（首領）」・「きょうはDON（どん）な日!?」・「おもいッきりLIVE」のコーナーが休止。「昭和歌謡祭紅白ヒットパレード」と大井川鐵道千頭駅からのSL中継を中心とした特別編成で放送された。
- 2009年5月1日（金） - 当日の曜日レギュラーである松本明子に加え、ゲストとして飯島直子が出演したことから、コーナー「マグロ」の代わりに「おもいッきりDAISUKI!」が放送された。ミニコーナーではあるが、『DAISUKI!』が復活するのは実に約9年ぶりのことである。番組恒例だったアイキャッチは金曜レギュラーの上原美優が担当した。
- 2009年5月8日（金） - 『1025』に日本テレビの新キャラクター・ダベアが生出演。フロアディレクターを務めた。
- 2009年5月13日（水） - 小倉優子が「スタアとスイーツDON!べりー」のコーナー内で居眠りを始め、以後のコーナーでもウトウトとした状態が長く続いた。終盤には中山ら出演者から指摘されるまでの事態に至った。小倉は「マグロ」のコーナーでこの件について謝罪したほか、当日の自身のブログでもスタッフ、出演者、ファンに改めて反省の弁を述べた。
- 2009年5月19日（火） - 「ビビる大木のDON!とやってみよう!」で興奮した中山が大木の顔面を資料で叩いたことで大木の眼鏡が破壊される事態が発生。大木は眼鏡をテープで補修した状態で『1155』に出演した。
- 2009年6月1日週 - 日テレ系ecoウィークに合わせ、「DONな所にもぶらりイッテQ」のコーナーに吉田小江子が参加し「吉田小江子のさ〜!eco!」として放送。海岸や堤防、河川敷など水辺の清掃活動を中継し、「ゴミ拾い」クイズを出題した。海岸からの中継だった1日と2日は吉田がビキニの水着を着て登場。また3日は中継に出ている吉田の担当パートを優木まおみが代理で務めた。
- 2009年6月5日（金） - 突撃芸人5組のレギュラー残留をかけたサバイバルバトルが終了。結果はカトゥー直也が最下位となり、他の4組はレギュラー残留となった。
- 2009年6月25日（木） - 「フーテンのたっち 天カメはつらいよ」と「マグロ」のコーナーに青森県八戸市議会議員である藤川ゆりが出演。生放送のバラエティ番組に出演するのは当番組が初である。なお、天カメ映像だけでは物足りないと言う理由から「天カメはつらいよ」では異例の、中継車を出しての生中継となった。
- 2009年6月29日（月） - 『1025』で約2カ月間行われていた「突撃DON!」のサバイバルバトルでポイントが最下位になったカトゥー直也がこの日をもって卒業。当番組の卒業第1号となった。後の8月20日放送終盤に「墓場芸人」として登場する。
- 2009年7月7日（火） - 七夕スペシャルと題し、一部を除いた出演者全員が浴衣を着て出演した。
- 2009年7月22日（水） - 1963年以来46年ぶりとなる日本での皆既日食を記念し、皆既日食祭りと題してポシュレを休止するなどタイムテーブルを大幅に変更して放送された。東京、江の島、奄美大島、悪石島、種子島、沖縄、上海を中継リレーで結んだほか、日食の時刻に合わせてゲストの錦野旦が『空に太陽があるかぎり』を熱唱した。普段は『1025』をネットしていない鹿児島読売テレビも当日は中継協力局として参加し、同時ネットされた。
- 2009年8月6日（木） - エンディング直後、放送事故が発生。通常は『ミヤネ屋』の番組予告が入る場面でその映像に移行せず、出演者がエンディングで行われるDON!ポーズを決めたままの画像でフリーズ（正確にはカタカタと微動。デジタルとアナログで状況が異なり、アナログではさらに画面がボケたり一部が黒く浸食した。）するという放送事故が発生。本来予告が流れる時間の15秒間その状態が続き、CMまたはジャンクションに移行した。これは読売テレビ側の事故であったため、当日の『ミヤネ屋』のエンディングで謝罪が行われた。
- 2009年8月10日週 - お笑いライブ「DON!点笑わせたら100万ドン」と題し、GO!SHIODOMEジャンボリーゼロスタ広場特別ステージから公開放送された。MCは当日の男性芸人枠曜日レギュラーとお天気お姉さんが、挑戦者はレギュラーの芸人3組が担当。当日の女性曜日レギュラー1人と日テレジェニック2009メンバー3人の計4人を笑わせることが出来た挑戦者には賞金100万ドン（日本円に換算すると約5000円）が贈呈された。
- 2009年8月31日（月） - 前日の第45回衆議院議員総選挙と『24時間テレビ32』の特集のため、特別編成で放送された。
- 2009年10月2日（金） - リニューアル前最後の放送となり、中山にとっては4年続いたゼロスタ発の番組から、3年半続いた午前の番組からの卒業となった。『1025』、『1155』の最後ではそれぞれ中山から挨拶があった。

#### 2009年度下半期
- 2009年10月5日（月） - 番組リニューアル。この日の放送から司会者ならびレギュラー出演者が「第1部」、「第2部」に分かれて出演する形態となる。第1部は、『おもいッきりDON!第1部 おもいッきりPON!』というタイトルとして再スタート。この日の放送から突撃芸人もコメンテーターとして出演することとなった。
- 2009年10月8日（木） - 台風18号列島縦断に関する最新情報を伝えるため、一部コーナーが休止となり、特別編成で放送された。
- 2009年10月12日（月） - 日テレ系秋のうまいもの祭りと題し、『ズームイン!!SUPER』、『スッキリ!!』とコラボレーションを行った。それに伴い、当番組も特別編成で放送された。
- 2009年11月3日（火） - 『PON!』の「ハラハラトーク スタア秘宝館」に出演予定だったはるな愛がタイで開催されたミス・インターナショナルクイーン2009に優勝したことによる現地イベント、番組出演のため帰国が遅れ、欠席となった。
- 2010年1月5日（火） - 第88回全国高校サッカー選手権大会準々決勝第1試合の中継のため、『DON!』のみ放送が休止された。『PON!』は通常通り放送され、『おまけ』は特別企画を行った。
- 2010年1月8日（金） - 『DON!』に青森県八戸市議会議員である藤川ゆりがパネリストとしてゲスト出演した。
- 2010年2月18日（木） - YouTubeなどの動画配信サイトで「かわいいにもほどがある」と話題のネットアイドル、ベッキー・クルーエルがパネリストとしてゲスト出演した。
- 2010年2月19日（金） - バンクーバーオリンピック中継のため、『PON!』、『DON!』ともに放送休止。
- 2010年3月22日（月） - 「Pリーグ美女ボウラー[注 33]と夢の共演! DON!杯争奪 春の大ボウリング大会!」が開催され、その模様が『DON!』のコーナーで放送された。
- 2010年3月26日（金） - 沖縄国際映画祭の宣伝のため、「天カメ教室 ちょっとウケたい授業」が沖縄から生中継で放送された。この日をもって、1987年より続いてきた『おもいッきり』シリーズは約22年半の歴史に幕を閉じた。